# Université Fudan
L'université Fudan (chinois : 復旦大學 ; pinyin : fùdàn dàxué) située à Shanghai est une université nationale chinoise, et l'une des universités les plus sélectives de Chine, régulièrement classée parmi les 50 meilleures universités du monde. Elle est classée troisième meilleure université de Chine et meilleure université de Shanghai. Elle est membre de la Ligue C9.

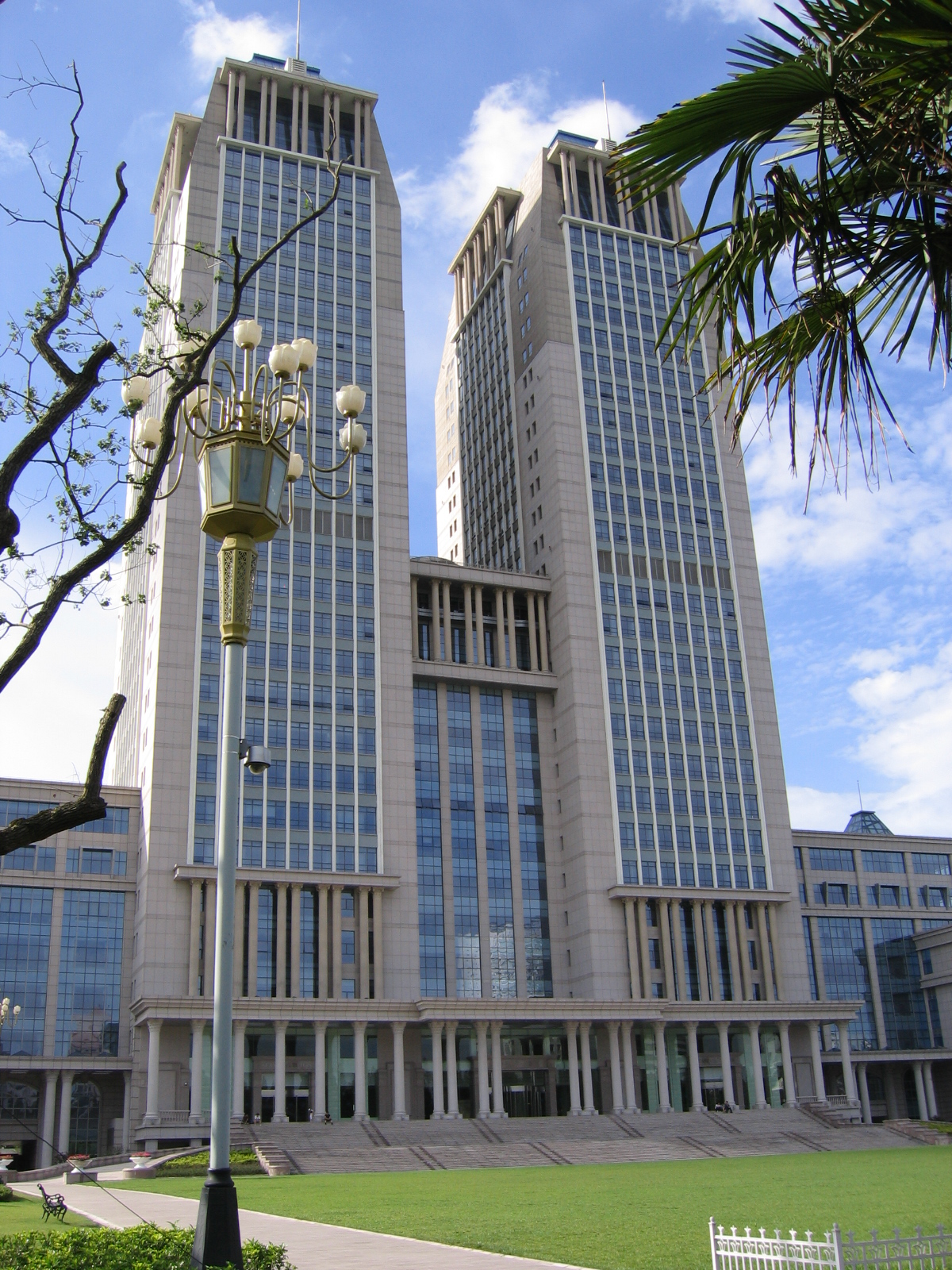
Le bâtiment Guanghua.

L'université Fudan actuelle est issue de la fusion de l'ancienne université Fudan - fondée en 1905 peu avant la fin de la dynastie Qing - et de l'université de médecine de Shanghai en 2000. Elle possède quatre campus principaux : Handan (邯郸), Fenglin (枫林), Zhangjiang (张江) et Jiangwan (江湾), qui sont réunis sous la même administration centrale. L'université gère une dizaine d'hôpitaux comme l'hôpital de Zhongshan et de Huashan, et aussi une filière de lycée.

## Historique
Elle est fondée par le père jésuite chinois Joseph Ma Xiangbo (1840-1939) en 1905, sous le nom de collège Fudan. En 1952, une partie de l'université l'Aurore fusionne avec l'université Fudan, après l'expulsion des jésuites qui suivit la prise du pouvoir par les communistes en Chine.

## Vie sur le campus
Les autorités universitaires se sont engagées à « renforcer le contrôle idéologique sur leurs enseignants et étudiants, pour défendre la pensée marxiste ». Les étudiants et les professeurs seront « aidés » afin de conforter leurs capacités de jugement des valeurs démocratiques occidentales. Les pensées « néfastes » au parti communiste chinois doivent être éradiquées.
De nombreuses associations existent sur le campus comme l'association internationale AIESEC qui fournit des stages aux étudiants, des associations sportives (Fudan Basketball club) ou encore des associations professionnelles comme un cabinet d'étude (Daxue Conseil).
L'artiste Grégory Chatonsky a tourné une installation vidéo sur le site de l'université mettant en scène un terrain de golf sur lequel s'entraînaient des étudiants en art.

## Personnalités liées à l'université

### Professeurs
- Wang Huning, l'idéologue en chef de Xi Jinping, y a enseigné et été "dean" de la Law School.
- Guang-Jiong Ni
- Zhao Jingshen

### Étudiants
- Chen Jian (historien)
- Guo Guangchang

## Classements
L'université de Fudan se trouve au rang no 34 des meilleures universités au monde selon le classement de QS World pour l'année 2020.